# Entandrophragma
Genre
Classification phylogénétique

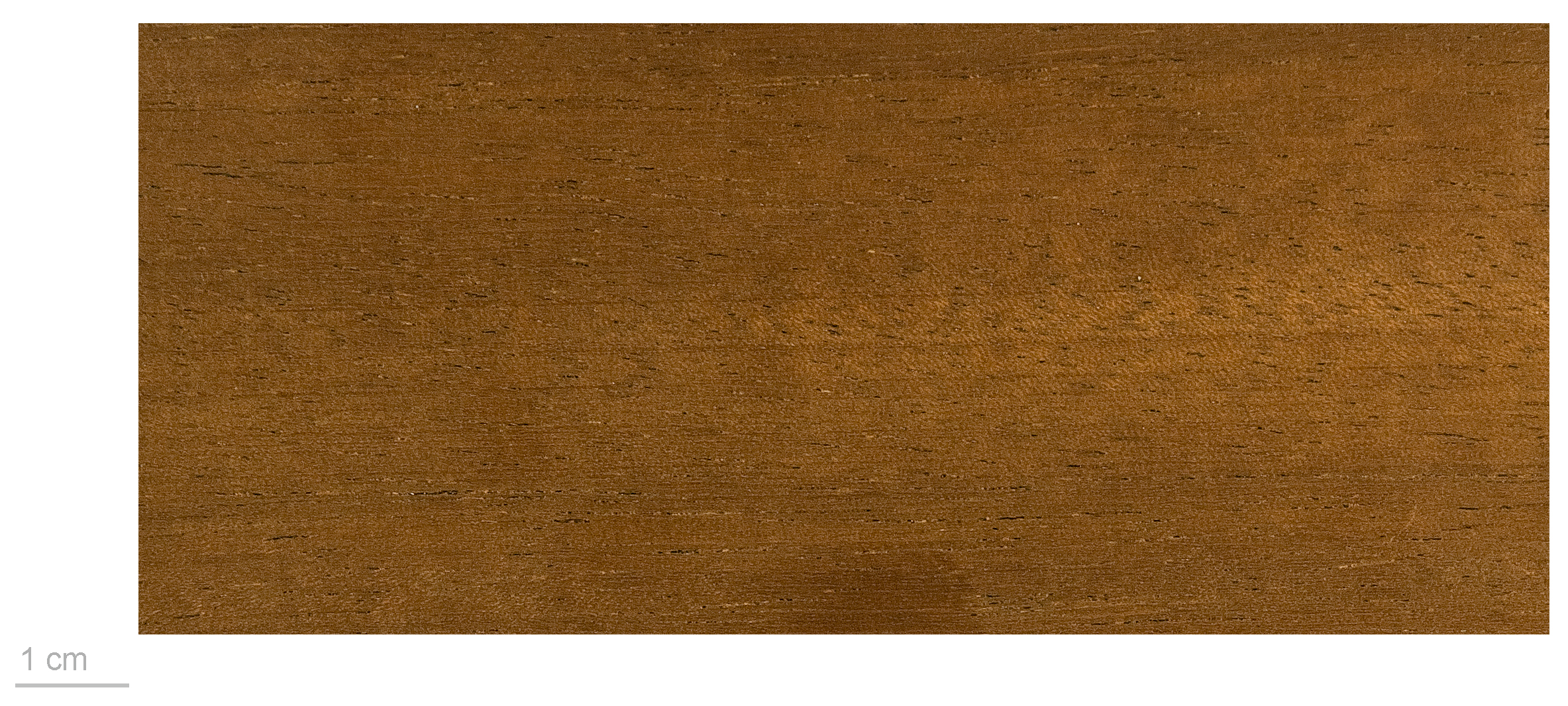
Entandrophragma candollei - Muséum de Toulouse

Entandrophragma est un genre de la famille des Meliaceae. Les espèces de ce genre sont des arbres.
Ces arbres ont une grande importance commerciale pour leur bois de qualité plus ou moins rougeâtre et facile à travailler. Ces bois sont proches des acajous mais ont chacun leurs caractéristiques propres, on préfère donc leur donner des noms différents. On trouve notamment dans ce genre le tiama, le sapelli et le sipo.

## Listes d'espèces
Selon Catalogue of Life (18 août 2017) :
- Entandrophragma angolense (Welw.) C. DC.
- Entandrophragma bussei Harms ex Engl.
- Entandrophragma candollei Harms
- Entandrophragma caudatum (Sprague) Sprague
- Entandrophragma congoense (De Wild.) A. Chev.
- Entandrophragma cylindricum (Sprague) Sprague
- Entandrophragma delevoyi De Wild.
- Entandrophragma excelsum (Dawe & Sprague) Sprague
- Entandrophragma palustre Staner
- Entandrophragma spicatum (C. DC.) Sprague
- Entandrophragma utile (Dawe & Sprague) Sprague

Selon GRIN (18 août 2017) :
- Entandrophragma angolense (Welw.) C. DC.
- Entandrophragma candollei Harms
- Entandrophragma caudatum (Sprague) Sprague
- Entandrophragma cylindricum (Sprague) Sprague
- Entandrophragma delevoyi De Wild.
- Entandrophragma utile (Dawe & Sprague) Sprague